# Harlow Shapley
Harlow Shapley (n. 2 noiembrie 1885, Nashville⁠(d), Comitatul Barton, Missouri, Missouri, SUA – d. 20 octombrie 1972, Boulder, Colorado, SUA) a fost un astrofizician american.

## Biografie
A calibrat relația perioadă – luminozitate a cefeidelor, pusă în evidență de Henrietta Leavitt, și a putut determina astfel distanța de numeroase roiuri globulare și să precizeze structura Căii Lactee. Harlow Shapley a descoperit în 1936 o concentrație de 76.000 de galaxii. Acest super-roi de galaxii a primit numele său: Super-roiul lui Shapley. În urma acestor realizări, a obținut Premiul Rumford, în 1933, cât și Medalia Franklin, în 1945.
A contribuit și la determinarea poziției excentrice a Soarelui în Calea Lactee. A fost unul din principalii participanți la Marea Dezbatere care a animat astronomia și cosmologia la începutul anilor 1920, privitoare la controversa relativă la natura galactică sau extragalactică a unor obiecte, denumite în acea epocă nebuloase, care corespund însă unor galaxii.
A studiat și myrmecologia (studiul furnicilor).
După 1949, a fost în vizorul McCarthyismului drept comunist.
Asteroidul 1123 Shapleya a primit numele în onoarea sa.

## Viața privată
Harlow Shapley s-a căsătorit cu Martha Betz (1891-1981) în aprilie 1914, ea l-a asistat la lucrările sale de la Observatorul Mount Wilson și la Harvard. Ea a decedat în 1981, la vârsta de 90 de ani.
Unul din copiii lor este Lloyd Stowell Shapley, matematician și economist, laureat al Premiului Nobel pentru Economie în anul 2012, împreună cu Alvin E. Roth, pentru teoria alocațiilor stabile și practica mecanismelor de piață.

## Distincții
- 1926: Medalia Henry Draper
- 1933: Premiul Jules-Janssen
- 1934: Medalia de Aur a Royal Astronomical Society
- 1939: Medalia Bruce